# Franc-garde
La Franc-Garde était la branche armée de la Milice française et fut engagée, seule ou aux côtés des forces allemandes, dans les principaux combats contre les maquis entre la fin de l'année 1943 et la fuite de ses membres en Allemagne en août 1944.

## Historique
La Franc-Garde, annoncée dès la création de la Milice française le 30 janvier 1943, fut véritablement mise en œuvre le 2 juin de la même année au camp de Calabres près de Vichy. Son domaine d'action, d'abord circonscrit à l'ancienne zone libre, fut officiellement étendu à l'ex-zone occupée à compter du 27 janvier 1944. Son rôle consistait à soutenir la révolution nationale entreprise par le gouvernement de Vichy en participant surtout au maintien de l'ordre, mais aussi en aidant, entre autres, au déblaiement des villes bombardées. Selon les propos du secrétaire général de la Milice française, Joseph Darnand, dans son discours-programme du 30 janvier 1943, la Franc-Garde devait être « instruite techniquement et préparée au combat de manière à être toujours prête à assurer le maintien de l'ordre ». Elle avait sa revue : L'Assaut.
La Franc-Garde comprenait deux éléments : la Franc-Garde permanente, encasernée et rémunérée, et la Franc-Garde bénévole, dont les membres, miliciens ordinaires présélectionnés, pouvaient être mobilisés dans le cadre d'actions précises et ponctuelles sur simple convocation.
Les deux premières trentaines furent formées à titre expérimental dans les villes où la dissidence était la plus active : Lyon et Annecy… Les dénominations de trentaine et centaine ne doivent pas faire illusion sur les effectifs réels. Par exemple, la trentaine d'Annecy, devenue centaine, ne comptait que 72 hommes en mai 1944… Selon le Service d'information du Comité français de la Libération nationale, en février 1944, la Franc-Garde rassemblait 1 687 hommes, soit une cohorte à Vichy, une centaine à Lyon, Marseille et Toulouse, et une trentaine dans chacun des quarante-cinq départements de la zone sud. En tout cas, même avec la mobilisation des bénévoles au printemps et en été 1944, l'effectif de la Franc-Garde ne dépassa jamais 4 000 hommes.
En principe, toute intervention de la Franc-Garde devait être précédée d'une réquisition écrite ou verbale adressée par le préfet à l'officier commandant l'unité requise, ce qui ne fut pas toujours le cas dans les faits. 
En octobre-novembre 1944, face à l'avance des troupes alliées, plusieurs milliers de miliciens (sur 10 à 15 000 militants actifs) quittèrent le sol national. Parmi eux, environ 2 500 francs-gardes furent déclarés aptes à combattre :
- 1800 furent dirigés sur le camp de Wildflecken près de la cité d'Ulm en Allemagne où ils furent répartis au sein du 57e régiment d'infanterie SS, formé surtout par les survivants de la Sturmbrigade Frankreich, et au sein du 58e régiment d'infanterie SS, formé surtout par les survivants de la LVF, dans le cadre de la 33e division de grenadiers de la Waffen-SS Charlemagne.

- 500 autres constituèrent un bataillon d'infanterie, sous le commandement direct de l'officier de marine Carus, ancien responsable du service des effectifs de la Milice, qui combattra les partisans italiens aux côtés des fascistes de la RSI en Italie du Nord.

## Organisation et équipement
La Franc-Garde permanente se composait d'engagés volontaires (en principe, après un an d'appartenance à la Milice), âgés de 18 à 45 ans, encasernés et rémunérés sur la base du traitement officiel d'un brigadier de la police nationale.
- Organisation :
  - main (un chef et quatre hommes) ;
  - dizaine (correspondant au groupe de combat) ;
  - trentaine (petite section - en principe au moins une dans chaque chef-lieu de département) ;
  - centaine (petite compagnie - en principe au moins une dans chaque chef-lieu de région). Il existait deux types de centaine : la normale se déplaçant à pied ou à bicyclette et la mobile disposant de motos, autos et camions ;
  - cohorte (petit bataillon de trois centaines) ;
  - centre (petit régiment de plusieurs cohortes).

- Uniforme :

Les francs-gardes, les seuls miliciens en uniforme, adoptèrent la tenue bleue des chasseurs alpins, modèle 1941 (pantalon « ski » sur guêtres et brodequins, vareuse et ceinturon, chemise kaki, cravate noire, béret incliné sur le côté gauche). Le symbole du gamma, blanc sur fond noir, fut porté en insigne métallique à la boutonnière droite et en insigne brodé sur le béret. En situation de combat, généralement dans la lutte contre les maquis, les francs-gardes pouvaient porter un casque Adrian.
- Armement :

En raison des réticences allemandes, la Franc-Garde ne fut que lentement et progressivement armée : si les cadres disposaient d'armes de poing dès le départ, ce ne fut qu'en automne 1943, à la suite de la recrudescence des attentats contre ses membres, que la troupe reçut quelques pistolets-mitrailleurs et fusils  anglais récupérés sur les parachutages alliés, qu'en janvier 1944 qu'elle fut autorisée à puiser dans les stocks d'armes légères de l'armée d'armistice et qu'en mars 1944 qu'elle put former une section de mitrailleuses et une de mortiers pour participer à l'attaque du maquis des Glières. Finalement, chaque dizaine fut dotée de deux pistolets-mitrailleurs anglais Sten, d'un fusil-mitrailleur français MAC 24/29 et de fusils français MAS 36. Par suite du refus catégorique des Allemands, la Franc-Garde ne put jamais recevoir un armement lourd, pièces d'artillerie ou engins blindés.
En 1944, une école des francs-gardes est créée à Poitiers.

## Sources et bibliographie
- Jacques Delperrié de Bayac, Histoire de la Milice, 1918-1945, éditions Fayard, 1969 ; repris en collection de poche Marabout.
- Pierre Giolitto, Histoire de la Milice, éditions Perrin, collection Tempus, 2002.
- David Littlejohn, Foreign Legions of the Third Reich (volume 1), James Bender Publishing, États-Unis 1987.
- Pascal Ory, Les Collaborateurs 1940-1945, éditions du Seuil, 1976.